# Конон (папа)
Ко́нон (лат. Conon; 630 — 21 вересня 687) — вісімдесят третій папа римський (21 жовтня 686—21 вересня 687), син військового фракійського походження, навчався на Сицилії. Виявився компромісною фігурою у протистоянні військової та церковної партій, які утворились у Римі й відігравали значну роль під час виборів папи.
Відомо, що Конон прийняв делегацію ірландських місіонерів на чолі зі святим Кіліаном, якого папа висвятив у єпископи та відіслав разом з іншими утверджувати християнство у Франконії.